# إر إس إي لا 1
RSI LA 1 (la uno, سابقا TSI 1) هي واحدة من قناتين تمتلكهما راديو و تلفزيون سويسرا بالإيطالية للناطقين باللغة الإيطالية في سويسرا .La 1 والتي يتم استقبالها في جميع انحاء سويسرا هي قناة عامة تهتم بالأخبار الوطنية ، الترفيه،الأفلام المسلسلات الوثائقيات و الاحداث الرياضية
بالإضافة إلى نقلها رقميًا في جميع أنحاء الاتحاد ، يتم أيضًا استلام برامج LA 1 على الكابل والمشفرة عبر الأقمار الصناعية .

## الشعارات والهويات

تم استخدام الشعار الرابع والسابق لـ RSI La 1 من 2000 إلى 28 فبراير 2009.
الشعار الخامس والحالي لـ RSI La 1 منذ 1 مارس 2009.
تم استخدام المرحلة الأولى من الشعار الخامس والحالي لـ RSI La 1 حتى 29 فبراير 2012.
شعار HD منذ 1 مارس 2012.